# كارل فرنسيس
كارل فرنسيس (بالإنجليزية: Carl Francis)‏ (21 أغسطس 1962 في المملكة المتحدة - ) هو لاعب كرة قدم بريطاني في مركز جناح ‏. لعب مع برمنغهام سيتي ونادي هيرفورد ونادي إِنفيلد ‏.